# 소러시아

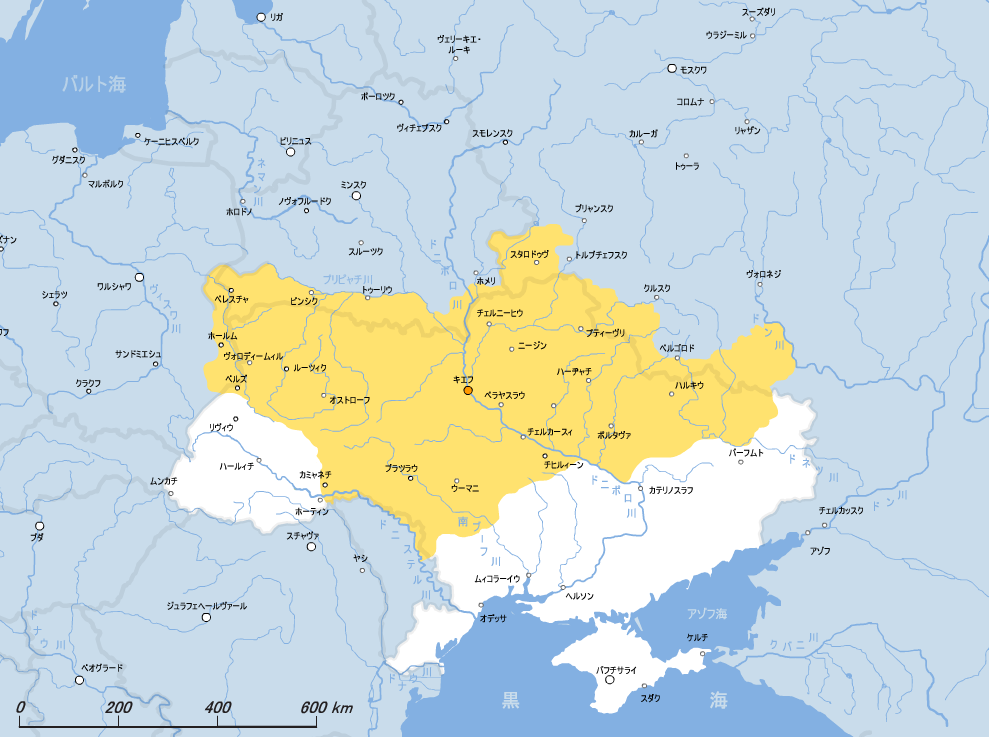
소러시아의 범위 (1799년)

소러시아(러시아어: Ма́лая Русь / Малороссия 말라야 루시 / 말로로시야[*], 우크라이나어: Мала Русь 말라 루스[*], Μικρὰ Ῥωσία 미크라 로시아[*], 문화어: 소로씨야)는 우크라이나의 옛 이름이다.
14세기와 15세기에는 갈리치아-볼히니아인의 지역을 일컫는 말이었지만, 이후 16세기까지 드니프로강 일대 지역을 일컫는 말이 됐다. 1918년까지 우크라이나와 벨라루스의 일부 지역, 폴란드 동부가 소러시아라고 불렸다. 20세기 초반에 소러시아는 우크라이나의 지식인 사이에서 우크라이나를 경멸하는 단어로 인식되어 언론·문학·학문·정치 등에서 "우크라이나"로 바뀌게 되었다. 20세기에 존재했던 우크라이나 인민공화국, 우크라이나 소비에트 사회주의 공화국에서도 소러시아는 우크라이나에 대한 부정적인 의미를 가진 용어로 인식되었다.

## 같이 보기
- 대러시아
- 백러시아